# Fortificazioni di Valdivia

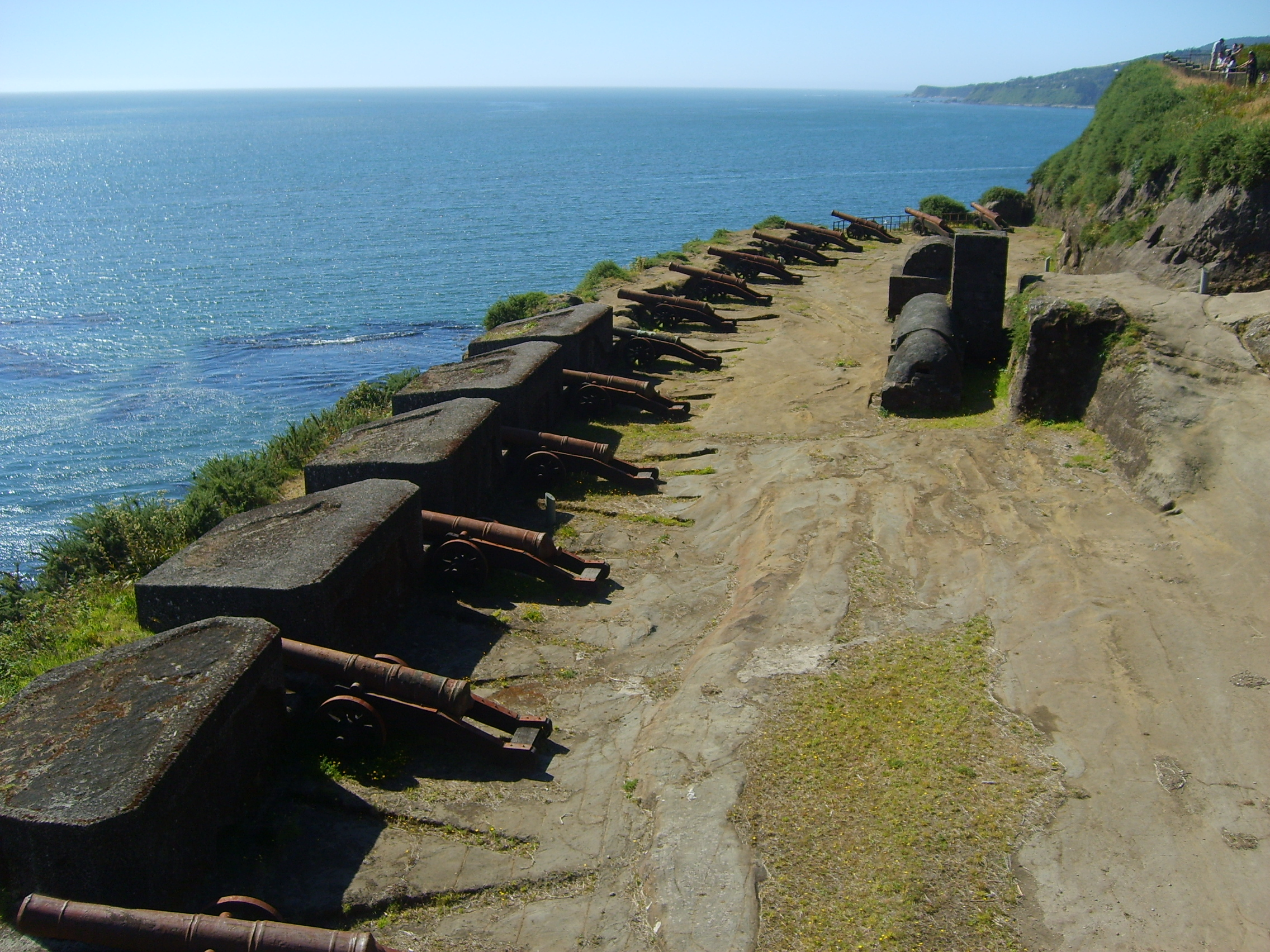
Veduta delle batterie d'artiglieria del Castillo de la Pura y Limpia Concepción de Monfort de Lemus di Niebla.

Le fortificazioni di Valdivia sono un sistema di fortificazioni coloniali spagnole costruite tra la baia di Corral, la città di Valdivia e il fiume Cruces per difendere il porto di Valdivia, nel Cile meridionale. Durante il periodo del governo spagnolo dell'area (1645–1820) furono il più grande sistema di fortificazioni della costa americana del Sud Pacifico. Erano anche una delle principali difese delle navi spagnole che attraversavano lo stretto di Magellano.

## Storia

### Prima delle fortificazioni

#### Ascesa e caduta del primo insediamento spagnolo

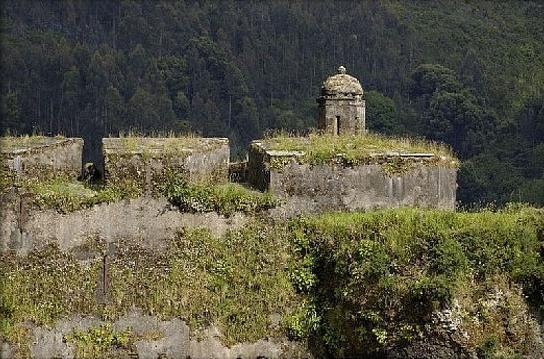
Il forte principale di Corral

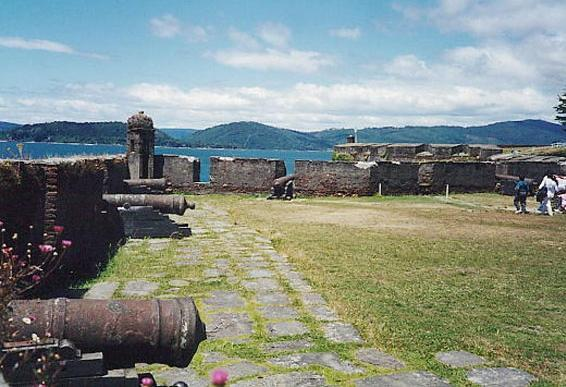
Veduta generale del forte di Corral

Il primo europeo a esplorare l'estuario del fiume Valdivia fu il capitano genovese Giovanni Battista Pastene che prese possesso dell'area nel 1544 in nome del re di Spagna, Carlo I. Chiamò il fiume locale in onore del governatore del Cile, Pedro de Valdivia. Quando Pedro de Valdivia visitò le terre scoperte da Pastene, fondò la città di Valdivia nel 1552 col nome di Santa María la Blanca de Valdivia.
Il 23 dicembre i guerrieri nativi Mapuche guidati da Pelantaro tesero un'imboscata alla colonna spagnola nella battaglia di Curalaba. Nel 1598 si ebbe una sollevazione generale dei Mapuche e degli Huilliche, stanziati nel Cile meridionale. La successiva guerra di Arauco durò per i successivi 250 anni, ma i suoi effetti più immediati furono la cosiddetta "Distruzione delle sette città" spagnole: Angol, La Imperial, Osorno, Santa Cruz de Oñez, Valdivia e Villarrica che vennero rase al suolo o abbandonate dai loro abitanti. Solo Chillán e Concepción resistettero agli assedi ed agli attacchi dei Mapuche. Con l'eccezione dell'arcipelago di Chiloé tutto il territorio cileno a sud del fiume Bío Bío venne liberato dal governo spagnolo. La città abbandonata di Valdivia divenne un sito ideale per i nemici della Spagna che avrebbero così potuto stabilire qui una base per minare i possedimenti degli spagnoli nel Cile.

#### L'interesse olandese per Valdivia
Nel 1600 i locali Huilliche si unirono a dei corsari olandesi capitanati da Baltazar de Cordes per razziare l'insediamento spagnolo di Castro. Con l'opportunità di questo assalto, gli spagnoli ovviamente intuirono che lo scopo degli olandesi era quello di allearsi coi Mapuche per prendere controllo di una fortezza nel Cile meridionale. Col tempo gli spagnoli vennero messi a conoscenza dei piani degli olandesi per stabilirsi tra le rovine di Valdivia e pertanto tentarono di ristabilire il governo spagnolo sull'intera area prima dell'arrivo degli olandesi. Questi sforzi vennero comunque ostacolati dall'impossibilità di attraversare il territorio ostile controllato dai Mapuche. Le rovine di Valdivia, poste presso uno splendido porto naturale, rimasero il principale obbiettivo degli olandesi.
Nel 1643 gli olandesi giunsero infine alle rovine e si insediarono nella zona, pianificando di utilizzare Valdivia come base per futuri attacchi ai territori spagnoli. Dopo alcuni conflitti con gli indiani Mapuche dell'area, gli olandesi dovettero lasciare Valdivia.

### Ristabilimento del governo spagnolo
Non a conoscenza della partenza degli olandesi, il governatore del Cile, Francisco López de Zúñiga diede l'ordine a Juan de Acevedo di prendere una nave e di navigare verso Valdivia per prendere delle informazioni sull'area il 30 aprile 1644. De Acevedo raggiunse la baia di Corral a maggio ma notò che gli olandesi se ne erano già andati. Avendo sentito dal capo mapuche filo-spagnolo, Juan Manqueante, che gli olandesi avevano pianificato il loro ritorno, Pedro de Toledo promosse l'occupazione di Valdivia e nel contempo chiese l'avanzata dell'esercito dall'entroterra cileno e una flotta dal Perù. De Toledo ordinò a 2000 uomini di marciare dal Cile centrale e di insediarsi a Valdivia per fortificare la città. Queste truppe penetrarono nei territori dei Mapuche e raggiunsero infine il fiume Toltén il 9 febbraio 1645. Gli spagnoli mancavano da quest'area da almeno cinquant'anni. A questo punto iniziarono degli scontri coi Mapuche. López de Zúñiga prese la decisione di ritirarsi a nord. La spedizione navale di De Toledo era composta da 20 navi con 1000 uomini a bordo provenienti da Callao in Perù. Questa grande flotta, che ottenne altre due navi dal Cile, era senza precedenti nella regione e colpì molti osservatori dell'epoca. All'arrivo a Valdivia nel febbraio del 1645 senza incidenti, i soldati sbarcarono con i loro equipaggiamenti e rifornimenti. Gli spagnoli dissotterrarno il corpo dell'ex governatore olandese Brouwer che a Valdivia era morto qualche tempo prima, dissacrandolo.
I soldati della nuova guarnigione e gli artigiani incominciarono la costruzione di un sistema di fortificazioni difensive in città che furono il più importante complesso difensivo della costa pacifica sudamericana dell'epoca. Le autorità spagnole avevano convinto anche il vicereame del Perù ad inviare delle risorse per promuovere la costruzione, e gli insediamenti spagnoli nella baia di Corral divennero a tutti gli effetti sede di colonie penali. Per evitare fughe di prigionieri, gli spagnoli raggiunsero degli accordi coi Mapuche locali pagandoli per recuperare gli eventuali fuggitivi. I condannati, molti dei quali erano afro-peruviani, divennero poi soldati e coloni dopo aver scontato la loro pena. Ancora in un censimento nel 1749, si mostrava come a Valdivia i discendenti degli afro-peruviani fossero ancora molto presenti nell'area. Nel XVII secolo i soldati spagnoli vivevano insieme ai Mapuche locali nel forte, ma alcuni erano schiavi. Gli stretti contatti che gli spagnoli ebbero con i Mapuche fecero sì che molti appresero l'uso della lingua Mapuche.
La costruzione e il mantenimento delle fortificazioni risultò particolarmente costoso per le finanze coloniali spagnole, ma era sentito come necessario per difendere l'intera costa meridionale e l'eventuale ingresso via mare al Perù, colonia che assieme a quella del Messico, costituiva la principale fonte di ricchezza della Corona spagnola. Gli investimenti fatti nella baia di Corral vennero messi alla prova nel 1670 quando una nave comandata dall'inglese John Narborough giunse alla baia attirando i sospetti di un imminente attacco inglese.
Dal momento che Futahuillimapu e l'intera area tra Valdivia e gli insediamenti di Calbuco e Carelmapu rimanevano territori indigeni indipendenti, circondati dai territori spagnoli, gli spagnoli dovettero servirsi di informatori locali. Questa mancanza di una conoscenza concreta del territorio portò all'idea dell'esistenza di una mitica Città dei Cesari tra i valdiviani.

### Il XVIII secolo
Nella seconda metà del XVIII secolo, venne pensato un piano per restaurare e migliorare le fortificazioni del Cile meridionale che avevano ben svolto il loro compito sino a quel momento. I genieri José Birt e Juan Garland ottennero il comando del progetto. Il complesso difensivo di Valdivia raggiunse lo strabiliante numero di 17 bastioni con diversi castelli, fortezze e posizioni per le batterie d'artiglieria. Questo complesso imponente continuò a fungere da deterrene per eventuali raid da parte di altre potenze straniere.

### La guerra d'indipendenza cilena e la decadenza successiva

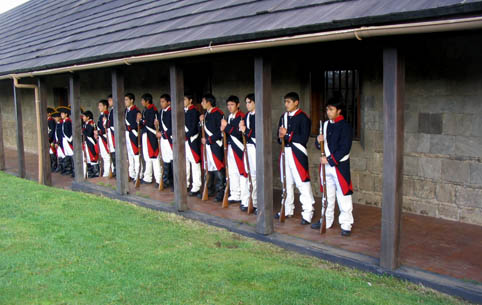
Il forte di Niebla Fort, già quartier generale (oggi museo) durante la presa di Valdivia

Paradossalmente, coloro che riuscirono a conquisare queste difese non furono dei nemici europei della Spagna, bensì dei patrioti indipendentisti. All'epoca della guerra d'indipendenza cilena, infatti, Valdivia era ancora una fortezza nelle mani degli spagnoli, ed era sentita come una chiara minaccia all'indipendenza del Cile da Lord Cochrane, ammiraglio della marina cilena che catturò quindi i forti locali nel 1820 senza scontri di peso, ma semplicemente utilizzando un assalto a sorpresa via terra. Valdivia si arrese quando seppe della caduta del forte di Corral.

## Forti, batterie ed avamposti

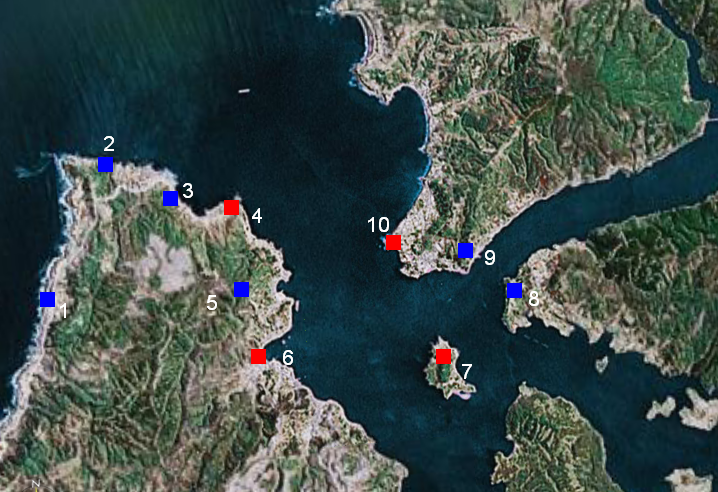
Mappa della baia di Corral e collocazione delle difese costiere. I quattro forti principali sono indicati in rosso

I quattro forti principali di questo sistema erano posti nella baia di Corral e controllavano l'entrata al fiume Valdivia, e quindi alla città stessa omonima. Altre fortificazioni vennero costruite per difendere la città da attacchi esterni:
- 1 - Fuerte Aguada del Inglés
- 2 - Fuerte de San Carlos
- 3 - Batería del Barro
- 4 - Castillo de San Luís de Alba de Amargos
- 5 - Batería y Reducto de Chorocamayo
- 6 - Castillo de San Sebastián de la Cruz Fort (forte di Corral)

Il forte di San Sebastián de la Cruz a Corral a sud della baia di Corral era il quartier generale delle difese costiere. Venne costruito nel 1645 per ordine del viceré Pedro Álvarez de Toledo y Leiva.
- 7 - Castillo de San Pedro de Alcántara (forte di Isla Mancera)

Il forte dell'isola di Mancera si trova tra Niebla e Corral. Per la sua collocazione strategica, diverse volte venne proposto di spostare la città di Valdivia sull'isola di Mancera, proposta a cui i cittadini si opposero strenuamente.
- 8 - Batería del Carbonero
- 9 - Batería del Piojo
- 10 - Castillo de la Pura y Limpia Concepción de Monfort de Lemus (forte di Niebla)

Il forte di Niebla di fronte a quello di Corral, copriva l'entrata nord del fiume Valdivia. Il forte era in via di espansione quando i lavori vennero bloccati nel 1810. Nel 1834, controllato dai cileni, i lavori ripresero.
- Forte di San Luis de Alba Fort (non indicato nella mappa)

Il forte di San Luis de Alba Fort era collocato sulle rive del fiume Cruces a nord di Valdivia. Venne costruito per assicurare le rotte commerciali via terra (Camino Real) verso Valdivia.
- Los Torreones (non indicato in mappa)

Los Torreones (in italiano: Le Torri) erano due torri costruite insieme appena fuori di Valdivia per proteggere la città da attacchi via terra. Le torri sono oggi diventate il logo del giornale locale El Diario Austral de Valdivia.